# Estrella de la Muerte

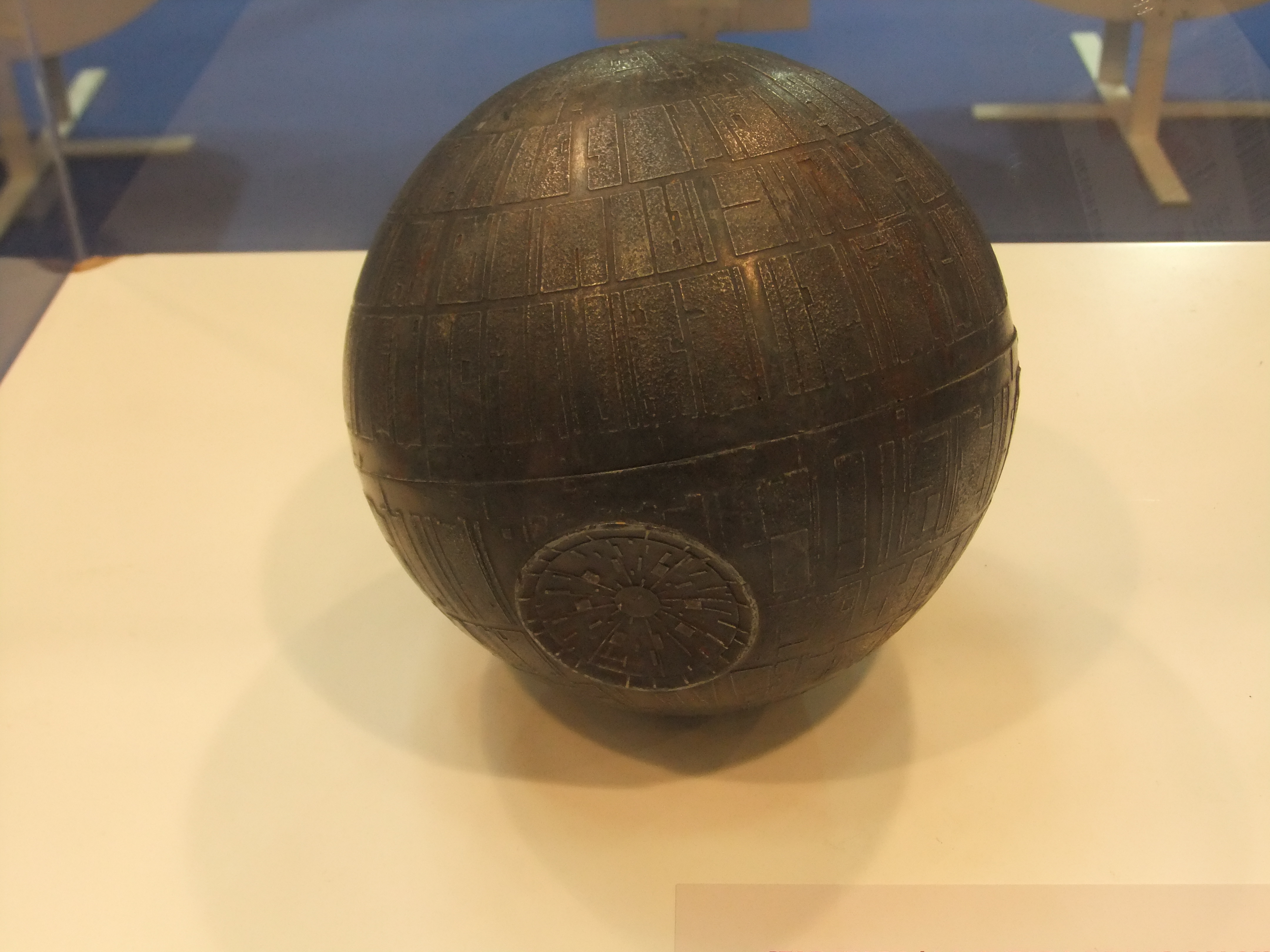
Maqueta de la Estrella de la Muerte utilizada en el rodaje del Episodio IV.

La Estrella de la Muerte (en inglés, Death Star) es una estación espacial imperial dentro del universo de ficción de Star Wars. A lo largo de la saga, la Estrella de la Muerte y otras estaciones similares han aparecido en cinco ocasiones. Por primera vez en Una nueva esperanza, donde es destruida; la segunda en El retorno del Jedi (una segunda versión que se encuentra en estado de construcción); la tercera en El ataque de los clones (como plano que tiene el Conde Dooku); la cuarta en La venganza de los Sith (la del episodio IV en proceso de construcción) y por último en Rogue One, donde aparece en casi toda la película como arma capaz de destruir planetas por completo y en donde la heroína Jyn Erso, junto con un grupo de compañeros, buscan conseguir los planos de la Estrella para así poder dárselos a la Alianza Rebelde y encontrar una forma de acabar con el arma más poderosa del Imperio Galáctico.
Existe el detalle de que vista desde ciertos ángulos, es muy parecida a Mimas, una de las lunas de Saturno, y a Jápeto, otra de sus lunas que tiene una cordillera ecuatorial parecida al anillo de este artefacto, lo que es solamente una coincidencia, ya que la primera película fue realizada tres años antes de que se fotografiara a Mimas por primera vez.
Desde su primera aparición, la Estrella de la Muerte se ha convertido en un ícono cultural y un elemento ampliamente reconocido de la franquicia Star Wars. Inspiró numerosas superarmas similares en la ficción, así como en otras obras de Star Wars.

## Origen y diseño
Según el creador de la franquicia, George Lucas, su esquema inicial para la saga Star Wars no incluía la Estrella de la Muerte en la parte que se adaptaría como la primera película. Cuando se dispuso a crear el primer acto de este esquema como característica, tomó prestado el concepto de la Estrella de la Muerte del tercer acto. 
Aunque los detalles, como la ubicación del superláser, cambiaron entre diferentes modelos conceptuales durante la producción de Star Wars (1977),  la noción de que la Estrella de la Muerte era una estación espacial grande y esférica de más de 100 kilómetros (62 millas) de diámetro era consistente en todos ellos. George Lucas dio la tarea original de diseñar una "Estrella de la Muerte" al artista conceptual y modelador de naves espaciales Colin Cantwell, quien había colaborado con Stanley Kubrick en la película de 1968 2001: Una odisea en el espacio. En Empire of Dreams, un documental sobre el rodaje y producción de Star Wars, Cantwell reveló que originalmente se suponía que la Estrella de la Muerte era una esfera perfecta. Sin embargo, el modelo se construyó en dos piezas separadas y no encajaba como estaba previsto. Entonces se decidió que podría haber una trinchera rodeando el ecuador de la estación espacial. A Lucas le gustó la idea,  y el modelo de la Estrella de la Muerte fue creado por John Stears. El zumbido que hace la cuenta regresiva hasta que la Estrella de la Muerte dispara su superláser proviene de la serie Flash Gordon.  Retratar una estación espacial incompleta pero poderosa planteó un problema para los creadores de modelos de Industrial Light & Magic para El regreso del Jedi.  Sólo se completó la parte frontal del modelo de 137 centímetros (54 pulgadas), y la imagen se volteó horizontalmente para la película final.  Ambas Estrellas de la Muerte fueron representadas mediante una combinación de modelos completos y seccionales y pinturas mate.

### Efectos especiales
La animación del plano de cuadrícula que se muestra durante la sesión informativa rebelde antes del ataque de la Estrella de la Muerte en Una nueva esperanza fue una simulación de gráficos por computadora real desarrollada por Larry Cuba en la Universidad de Illinois en Chicago junto con el investigador de gráficos por computadora Tom DeFanti. George Lucas había reclutado a Cuba para el proyecto después de familiarizarse con su trabajo y el de Gary Imhoff con CalArts en el Jet Propulsion Laboratory.
Una vez finalizada la filmación, el modelo original, así como uno de los decorados de la superficie, fueron desechados, pero finalmente fueron rescatados.
Las explosiones de la Estrella de la Muerte que aparecen en la Edición Especial de Una Nueva Esperanza y en El Retorno del Jedi se representan con un Efecto Praxis, en el que un anillo plano de materia brota de la explosión.

## Representación
Según la trama de Star Wars, Darth Sidious vislumbró la idea de crear una estación espacial lo suficientemente poderosa como para destruir flotas espaciales y pequeños planetas o ciudades enteras. La Estrella de la Muerte era una esfera titánica de color grisáceo, que en su primera versión en A New Hope tenía un diámetro de 120 km, y su segunda versión en Star Wars: Episode VI poseía un tamaño de 160 km de diámetro, aunque no llegó a ser finalizada. En su hemisferio superior tenía un cañón hiperláser de gran potencia.
Esta estación fue diseñada por los ingenieros de la Confederación de Sistemas Independientes en Geonosis por órdenes del Conde Dooku. Después de la abrupta llegada de las fuerzas militares de la República Galáctica a Geonosis, el Archiduque Poggle el Menor le entregó los planos de esta estación espacial al Conde Dooku. Cuando el Imperio galáctico surgió sobre la caída República, Palpatine decidió poner en marcha los planes de construcción de la Estrella de la Muerte. En un principio los geonosianos serían los principales constructores de la primera Estrella de la Muerte, pero finalmente los esclavos de guerra construirían esta base (la mayoría de ellos eran wookiees supervivientes a la batalla de Kashyyk y prisioneros de guerra).
Como se muestra en Rogue One y Catalyst: A Rogue One Novel (2016), la Estrella de la Muerte fue trabajada por un equipo de científicos secuestrados en el mundo azotado por la lluvia de Eadu, supervisado por Orson Krennic, el director de Investigación de Armas Avanzadas del Ejército Imperial. Bajo la supervisión de Krennic, el proyecto se vio acosado por constantes retrasos, y reclutó a la fuerza al diseñador de armas Galen Erso (el padre de Jyn Erso, el protagonista de la película) para completar el diseño. Los científicos de la Estrella de la Muerte intentaron fusionar fragmentos de cristal kyber en estructuras más grandes y utilizaron esos cristales para amplificar la energía en un haz estable lo suficientemente potente como para destruir un planeta entero.
En la serie de Disney+, Andor, ambientada después de la novela pero antes de la película, los prisioneros del Complejo Penitenciario Imperial en Narkina 5, incluido Cassian Andor, quien fue enviado a prisión durante su tiempo como Keef Girgo, trabajaron en equipos imperiales durante sus turnos, lo que se reveló en la escena posterior a los créditos del episodio final de la serie, Rix Road, como piezas construidas para el superláser.
El libro de 2014 Star Wars: Tarkin detalla la vida del Gran Moff Tarkin y destaca la Estrella de la Muerte. Catalyst: A Rogue One Novel cuenta la historia del desarrollo de la superarma de la Estrella de la Muerte por parte de Galen Erso y el engaño de Krennic hacia él. También revela cómo Poggle trabajó con Krennic en el proyecto pero luego se volvió contra él. En la serie animada Star Wars Rebels, el episodio de dos partes de la tercera temporada "Ghosts of Geonosis" insinúa que los geonosianos casi fueron aniquilados hasta la extinción debido a la necesidad de secreto del Imperio. Saw Gerrera, habiendo sido enviado a Geonosis para investigar, deduce que el Imperio posee una superarma y decide descubrir la Estrella de la Muerte como se muestra en el episodio de dos partes de la cuarta temporada "En el nombre de la rebelión". Aunque es un callejón sin salida, Saw descubre que el arma funciona con cristales kyber tomados del sistema Jedha. 
Rogue One se centra en una banda de rebeldes que roban los planos de la Estrella de la Muerte justo antes de los eventos de A New Hope. La Estrella de la Muerte se utiliza por primera vez para destruir la ciudad de Jedha, como respuesta a una insurgencia violenta en el planeta y como muestra del estado operativo de la Estrella de la Muerte. Tarkin asume el control de la Estrella de la Muerte mientras Krennic investiga violaciones de seguridad en el proyecto de diseño. Posteriormente se revela que Galen saboteó discretamente el diseño construyendo una vulnerabilidad en el reactor. Después de que los planos de la Estrella de la Muerte son robados de la bóveda de Scarif, Tarkin dispara el superláser de la Estrella de la Muerte en la base, matando a Krennic, así como a Jyn Erso y su pequeño grupo de rebeldes. Rogue One también revela que el superláser de la Estrella de la Muerte funciona con múltiples reactores, lo que le permite variar su poder destructivo según el objetivo; Tanto el ataque a la ciudad de Jedha como la base de Scarif utilizaron un solo reactor.
El interior de la Estrella de la Muerte contaba con 284 niveles de operaciones, cada uno de los cuales tenía una superficie de 9.428 km². Cada nivel comprendía 3.057 zonas.

### Primera Estrella de la Muerte
La forma completa de la Estrella de la Muerte original aparece en la película original de Star Wars, conocida como Estación de Batalla Orbital DS-1, o Proyect Stardust en Rogue One; Antes de conocer el verdadero nombre del arma, la Alianza Rebelde se refirió a ella como "Asesina de Planetas".  Comandada por el gobernador Tarkin, es el "arma definitiva" del Imperio Galáctico,  una enorme estación de batalla esférica de 160 kilómetros de diámetro capaz de destruir un planeta con un disparo de su superláser.
Según los libros de referencia de Star Wars, la población de la Estrella de la Muerte era de 1,7 millones de militares, 400.000 droides de mantenimiento y 250.000 civiles, contratistas asociados y personal de catering. La Estrella de la Muerte fue defendida por miles de turboláseres, cañones de iones y cañones láser, además de un complemento de siete a nueve mil cazas TIE, junto con decenas de miles de naves de apoyo. También tenía varias bahías de atraque enormes, incluidos diques secos capaces de albergar Destructores Estelares.
Tiene diseño stealth, para evitar ser detectada por sensores térmicos y radares, un campo de fuerza que evita ataques de fragatas militares, un rayo tractor que atrae a naves enemigas, las captura y lleva hacia sus bahías de carga, y un cañón de energía de plasma, que puede ser dirigido con precisión al recibir la energía desde diferentes tubos lanzadores, instalados a los costados de una pantalla deflectora, parecida al cono parabólico de un radar y al cráter de un asteroide, con un centro de energía de fusión, una central nuclear que suministra energía eléctrica a toda la estación y tiene algunas chimeneas de ventilación de gases, por donde la alianza rebelde lanzó un ataque con torpedos para finalmente destruirla. 
En Una nueva esperanza, comienza con la Princesa Leia transportando los esquemas de la estación a la Alianza Rebelde para ayudarla a destruir la Estrella de la Muerte.  Para marcar que la Estrella de la Muerte está en pleno funcionamiento, Tarkin ordena a la Estrella de la Muerte que destruya el mundo natal de Leia, Alderaan, en un intento de presionarla para que le dé la ubicación del cuartel general secreto de los rebeldes; ella les da la ubicación de Dantooine, que albergaba una base rebelde ahora desierta, pero Tarkin hace destruir Alderaan de todos modos como demostración de la determinación del Imperio. Más tarde, Luke Skywalker, Han Solo, Chewbacca, Obi-Wan Kenobi, C-3PO y R2-D2 (que debían llegar a Alderaan a bordo del Halcón Milenario) son arrastrados a la estación por un rayo tractor, donde descubren y logran rescatar a la Princesa Leia. Mientras escapan, Obi-Wan se sacrifica mientras se enfrenta a Darth Vader, lo que permite a los demás huir de la estación.
Una operación casi improvisada por parte de la Alianza Rebelde logró poner fin a la Estrella de la muerte que orbitaba el planeta Yavin, con las sórdidas intenciones de desintegrarlo. Solamente 30 cazas (15 de ellos Y-Wing y 15 X-Wing) ejecutaron una peligrosa operación tratando de disparar por un conducto de ventilación del núcleo de la estación, único punto débil de la misma descubierto gracias a los planos de la estación que portaba el droide R2D2 y fueron robados a sus fabricantes, empresas proveedoras del imperio galáctico.
Entre los pilotos del escuadrón Rebelde estaban: Biggs Darklighter, Jek Porkins, Wedge Antilles, Dutch Vander y Luke Skywalker. Pero de todos ellos sólo unos pocos sobrevivieron. Luke Skywalker logró con la ayuda de la Fuerza dar un disparo certero en un canal de ventilación, que estaba al final de un largo pasaje, como el cañón de una montaña, protegida con armas láser, y así provocar una reacción en cadena que acabó con la Estrella de la Muerte.

### Segunda Estrella de la Muerte
Darth Sidious había previsto en sus premoniciones que su Estrella de la Muerte sería destruida y al enterase de esto tomó medidas muy severas contra su propio aprendiz Darth Vader por su fracaso en la defensa y la posterior destrucción de su estación. En menos de cuatro años el Imperio Galáctico llegó a construir una segunda Estrella de la Muerte capaz de disparar su cañón de plasma, con un gran costo económico y de recursos naturales, de planetas mineros bajo el control del Imperio Galáctico. El superlaser de la Segunda Estrella de la Muerte fue terminado antes que la estación de batalla estuviera completada al 100% y podía recargar en cuestión de minutos su súper laser y no en horas a comparación de su primera versión.
La Alianza Rebelde, alerta de este suceso, de inmediato ensambló una flota con varias naves de transporte convertidas en naves militares, fragatas militares de otros sistemas planetarios, naves de transporte de carga entre planetas, convertidas en naves madres para transportar naves de guerra, para enfrentarse al Imperio en Endor (el planeta que se había escogido para construir la segunda estación espacial) que orbitaba sobre una luna del sistema planetario. Aquí se hallaban Darth Vader y el Emperador en persona supervisando la construcción. Entre los dignatarios que acompañaban al Emperador se encontraban: Sim Aloo, Kren Blista-Vinee, Janus Greejatus y Sate Pestage, entre otros. La estación espacial estaba protegida con un poderoso campo de fuerza, proyectado desde la superficie de la luna de Endor, que ahora no permitía el ataque de ninguna nave de combate conocida y tenía nuevos sistemas de ocultamiento de señales de radar, sensores y equipos de ataque de naves combatientes de la Alianza Rebelde, que no les permitían fijar el blanco con sus sistemas de disparo, y ahora estaba escoltada por la totalidad de la flota estelar del Imperio Galáctico, fragatas de combate, la nave comando de batalla y cientos de naves caza de combate, para evitar su destrucción por cualquier ataque furtivo de la Alianza Rebelde.
Finalmente, el Halcón Milenario tripulado por Lando Calrissian y Nien Numb acabó con la segunda Estrella de la Muerte, mientras Han Solo y Leia Organa desactivaban un escudo protector que impedía el paso de Calrissian a la estación espacial, en una base militar en medio de un bosque, con la ayuda de los habitantes del bosque, una especie primitiva llamados ewoks, liderados por Wicket.
Un primer borrador de El regreso del Jedi presenta dos Estrellas de la Muerte en varias etapas de finalización. Según la Enciclopedia Star Wars, la segunda Estrella de la Muerte tenía en su "polo norte... una torre de 100 pisos fuertemente blindada coronada por la cámara de observación privada del Emperador".  El tamaño de la segunda Estrella de la Muerte no se ha mantenido constante entre los diversos escritores de la franquicia Star Wars, algunos afirmaron que compartía el radio de 160 kilómetros de la primera Estrella de la Muerte y otros afirmaban que era mucho más masiva con un radio de 900 kilómetros.  La cifra más reciente establecida en 2017 por Ryder Windham da a la segunda Estrella de la Muerte un radio de 200 kilómetros. 
La segunda Estrella de la Muerte aparece en la portada del libro Star Wars: Aftermath (2015), que también presenta muchos flashbacks de la destrucción de la segunda Estrella de la Muerte, así como de los eventos inmediatamente posteriores a su destrucción. Uno de los personajes principales de la historia escapó personalmente de la explosión de la Estrella de la Muerte. La destrucción de la segunda Estrella de la Muerte también se muestra en hologramas en el libro.  El cómic de 2015 Star Wars: Shattered Empire también explora los días posteriores a la destrucción de la segunda Estrella de la Muerte desde la perspectiva de los padres de Poe Dameron, que fueron pilotos durante el evento. El videojuego Star Wars: Uprising también tiene lugar después de la destrucción de la segunda Estrella de la Muerte y presenta un holograma de su descripción en múltiples ocasiones dentro y fuera de las escenas.
En El Ascenso de Skywalker, los restos que se quedaron de la Segunda Estrella de la Muerte se cayeron en una de las lunas en el sistema de Endor llamado Kef Bir.

### Superarmas similares
El cómic de 2019 Star Wars #68 revela que los rebeldes consideraron crear su propia versión de una Estrella de la Muerte atrayendo Destructores Estelares a un planeta tectónicamente inestable y detonándolo con detonadores de protones. 

#### Base Starkiller
El despertar de la fuerza presenta la Base Starkiller, una superarma similar a la Estrella de la Muerte construida por la Primera Orden, un régimen autocrático considerado el sucesor del Imperio. Significativamente más grande que las dos Estrellas de la Muerte anteriores, la superarma se construyó a partir de un planeta existente llamado Ilum en lugar de ensamblarse en el espacio profundo. La base obtiene su potencia de fuego bruta aprovechando la energía directamente de una estrella cercana o de la energía solar de los soles cercanos. A diferencia de sus predecesoras, la Base Starkiller es capaz de disparar y destruir múltiples planetas a la vez desde un rango extremo; en la película, la Primera Orden destruye los cinco planetas del sistema Hosnian Prime, en ese momento la capital de la Nueva República. La Base Starkiller está protegida por un escudo defensivo que bloquea todos los objetos que viajan a velocidades más lentas que la luz; Han Solo, Chewbacca y Finn aprovechan una vulnerabilidad evitando el escudo a velocidades más rápidas que la luz , infiltrándose con éxito en la base y saboteando sus escudos. Posteriormente, un asalto X-wing liderado por Poe Dameron y Nien Nunb destruye la superarma dañando el oscilador térmico y las celdas de combustible de la base, lo que resulta en una liberación catastrófica de energía del núcleo del planeta. Mientras las fuerzas de la Resistencia huyen, el planeta implosiona y forma un nuevo sol.
El nombre Base Starkiller rinde homenaje a los primeros borradores de la película original de Star Wars, en referencia al apellido original de Luke Skywalker. Casualmente, el nombre "Starkiller" es un alias que Darth Vader le dio a Galen Marek en el juego de 2008, Star Wars: The Force Unleashed. Durante el desarrollo inicial del concepto, el artista Doug Chiang imaginó el arma de la superarma dentro de un volcán, en el que los X-wings tendrían que entrar en una maniobra similar a la carrera de trincheras en la Estrella de la Muerte en la película original.

#### Destructores Estelares Sith
En The Rise of Skywalker, la novena entrega de la serie, se revela que el resucitado Darth Sidious construyó la flota de Sith Eternal de Destructores Estelares clase Xyston, la Orden Final, sobre el planeta Sith Exegol. Cada buque de guerra está armado con un superláser axial capaz de destruir planetas; Sidious usa uno de los Destructores Estelares para destruir el planeta Kijimi como demostración de fuerza.. Al final de la película, la Resistencia lanza una ofensiva contra las fuerzas Sith Eternals, incluida la flota Sith. Con la ayuda de refuerzos de toda la galaxia, la Resistencia derrota a las fuerzas Sith restantes destruyendo los superláseres a bordo, que encendieron los reactores de la nave y los destruyeron uno por uno. La Resistencia también destruyó el Destructor Estelar clase Resurgente Steadfast y la señal de navegación que la flota necesitaba para salir del planeta debido a la naturaleza inestable de la atmósfera.

### Universo expandido
Tanto las Estrellas de la Muerte como superarmas similares aparecen a lo largo de la continuidad no canónica de Star Wars Legends. La adaptación de Star Wars de National Public Radio (1981) retrata el descubrimiento de Leia (Ann Sachs) y Bail Organa (Stephen Elliott) de la existencia de la Estrella de la Muerte y cómo Leia obtuvo sus esquemas. El juego arcade Star Wars de 1983 y numerosos títulos de LucasArts recrean los ataques de las películas a las Estrellas de la Muerte.
La trilogía de la Academia Jedi de Kevin J. Anderson (1994) presenta el Cúmulo Fauces de agujeros negros que protegen un laboratorio donde se construyó el prototipo de la Estrella de la Muerte (que consta de la superestructura, el núcleo de energía y el superláser).  El primer nivel de Dark Forces de LucasArts (1995) le da al mercenario Kyle Katarn el papel de robar los planos que posteriormente se le dan a Leia. La novela Shadows of the Empire (1996) de Steve Perry describe una misión que lleva a los rebeldes a enterarse de la existencia de la segunda Estrella de la Muerte, y esa misión se puede jugar en X-Wing Alliance de LucasArts. Simulador de vuelo espacial (1999). La Estrella de la Muerte en sí es un arma controlable para el juego de estrategia Empire in the Rebellion (1998) y Empire at War (2006).  En Battlefront II (2005), el jugador participa en una misión para asegurar los cristales utilizados en el superláser de la Estrella de la Muerte.  Otra misión en el juego asigna al jugador la tarea de actuar como un soldado de asalto o Darth Vader en un intento de recuperar los planos y capturar a Leia.  La primera Estrella de la Muerte en construcción actúa como escenario final del videojuego The Force Unleashed (2008). 
La construcción de la primera Estrella de la Muerte es el tema de la novela Death Star (2007) de Michael Reaves y Steve Perry, que describe las muchas políticas y agendas ocultas detrás del enorme proyecto, desde su construcción hasta su destrucción final.

## Influencia cultural
La Estrella de la Muerte ocupó el noveno lugar en una encuesta de 20th Century Fox de 2008 sobre las armas cinematográficas más populares.

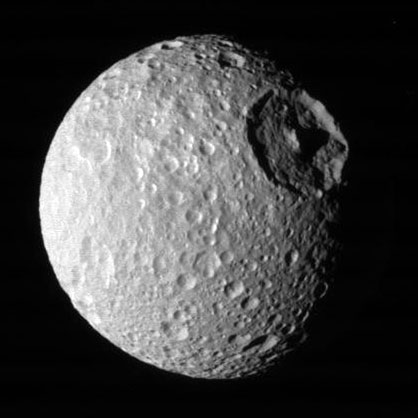
El gran cráter Hershel de la luna de Saturno Mimas ha sido encontrada por astrónomos con un gran parecido a la Estrella.

En 1981, tras el vuelo de la nave espacial Voyager más allá de Saturno, los científicos notaron un parecido entre una de las lunas del planeta, Mimas, y la Estrella de la Muerte. Además, algunos astrónomos a veces utilizan el término "Estrella de la Muerte" para describir a Némesis, una estrella hipotética postulada en 1984 como responsable de forzar gravitacionalmente a los cometas y asteroides desde la nube de Oort hacia la Tierra.
Kenner y AMT crearon un juego y un modelo, respectivamente, de la primera Estrella de la Muerte. En 2005 y 2008, Lego lanzó modelos de Death Star II y Death Star I, respectivamente.  En 1979, Palitoy creó una versión de cartas pesadas de la Estrella de la Muerte como juego para la gama antigua de figuras de acción en el Reino Unido, Australia y Canadá. Ambas Estrellas de la Muerte son parte de diferentes paquetes de tres Micro Machines.  Las Estrellas de la Muerte y sus ubicaciones son tarjetas de Decipher, Inc. y El juego de cartas personalizable Star Wars de Wizards of the Coast y el juego de cartas coleccionables de Star Wars, respectivamente.  Hasbro lanzó un modelo de la Estrella de la Muerte que se transforma en un robot de Darth Vader.  Estes Industries lanzó una versión de modelo de cohete volador.
Royal Selangor también lanzó una caja de baratijas de la Estrella de la Muerte en 2015, junto con la proyección de diciembre de Star Wars: The Force Awakens ese año, y en 2016, Plox lanzó el altavoz oficial levitante de la Estrella de la Muerte con anticipación de la proyección de ese año de Rogue One.